# Lenny Wilkens
Leonard Randolph Wilkens (* 28. Oktober 1937 in New York City, New York) ist ein ehemaliger US-amerikanischer Basketballspieler, -trainer und -funktionär.
Wilkens bestritt als Spieler von 1960 bis 1975 insgesamt 1.077 Spiele in der National Basketball Association (NBA) und zwischen 1969 und 2005 die Rekordzahl von 2.487 Spielen als Trainer, davon vier Jahre als Spielertrainer. Er gewann als Coach einmal die NBA-Meisterschaft und zwei olympische Goldmedaillen. 1996 wurde Wilkens, anlässlich der Feiern zum 50. Jubiläum der NBA, sowohl unter die 50 besten NBA-Spieler aller Zeiten als auch unter die 10 besten Trainer der NBA-Geschichte gewählt.
Wilkens ist neben John McLendon das einzige (sowie erste) Mitglied der Naismith Memorial Basketball Hall of Fame, das insgesamt dreimal aufgenommen wurde. 1989 als Spieler, 1998 als Coach und 2010 als Mitglied des Dream Teams.

## Biographie
Lenny Wilkens wurde als Sohn eines afroamerikanischen Vaters und einer amerikanischen Mutter irischer Abstammung im Bedford–Stuyvesant-Viertel Brooklyns als eines von vier Kindern geboren. Der Vater starb, als er fünf Jahre alt war. Im katholischen Glauben erzogen, ergatterte Wilkens dank eines Empfehlungsschreibens seines Priesters ein Sportstipendium des Providence College. Wilkens legte Wert darauf, dieses Stipendium zu rechtfertigen und wurde in seinem Abschlussjahr tatsächlich zum All-American gewählt, obwohl er erstmals als Senior Anfang des letzten High-School-Jahres für ein halbes Jahr Basketball gespielt hatte. Er legte ebenso großen Wert auf den akademischen Bereich und schloss in seinem Hauptfach Wirtschaft ab.
Sein Interesse an Profi-Basketball hielt sich damals in Grenzen, selbst nachdem ihn die St. Louis Hawks in der ersten Runde der Draft auswählten. Wilkens erinnerte sich der Rassentrennung in St. Louis, die er nach einem College-Spiel erfahren hatte und war deshalb dem Team aus Missouri nicht allzu gewogen. Erst der Besuch eines Spiels der Boston Celtics gegen jene Hawks, dass ihm der Scout eines Amateur Athletic Union-Werksteams aus New York ermöglichte, ließ ihn erkennen, dass er dieselben oder sogar bessere Fähigkeiten als die agierenden Point Guards hatte. Da die Bezahlung eines Basketball-Profis zum damaligen Zeitpunkt über der für Betriebswirte und Buchhalter lag, entschied Wilkens, sich für kurze Zeit – so dachte er – als Profi auszuprobieren.

## Spielerkarriere
Als Mitglied des Reserve Officer Training Corps musste Wilkens nach seinem Rookie-Jahr seinen Militärdienst ableisten, der wegen des Baus der Berliner Mauer (Berlin Crisis) um ein Jahr verlängert wurde. Wilkens hatte sich ursprünglich gegen Dienstbasketball entschieden. Da er so aber drei Tage Urlaub am Stück bekommen konnte, willigte er schließlich ein, für das Fort Lee-Standortteam in Petersburg, Virginia zu spielen und den resultierenden Urlaub auch für Spiele der Hawks zu nutzen. So schaffte er es in der Saison 1961/62, immerhin 20 Spiele zu absolvieren.
Nach seiner Rückkehr baute Bob Pettit ihn zu dessen Nachfolger in der National Basketball Players Association (NBPA) auf. Da nur Starspieler Führungspositionen in der Gewerkschaft innehaben sollten, um nicht eingeschüchtert werden zu können, zeugt Pettits Entscheidung von Wilkens offensichtlichem Potential. Beim All-Star-Game 1964 in Boston forderten NBPA-Präsident Tom Heinsohn, Wilkens, sowie die Vizepräsidenten Bill Russell und Bob Pettit eine Übereinkunft zum Thema Pensionsplan und Krankenversicherung oder die All-Stars würden den Spielantritt verweigern. Das All-Star-Game war das erste Spiel eines für die Folgesaison geltenden TV-Vertrages mit der ABC und so garantierte Commissioner Walter Kennedy die Vorlage eines Pensionsplans bis zum Sommeranfang. Bald darauf repräsentierte Wilkens als Vizepräsident der NBPA die Spieler der Western Division.

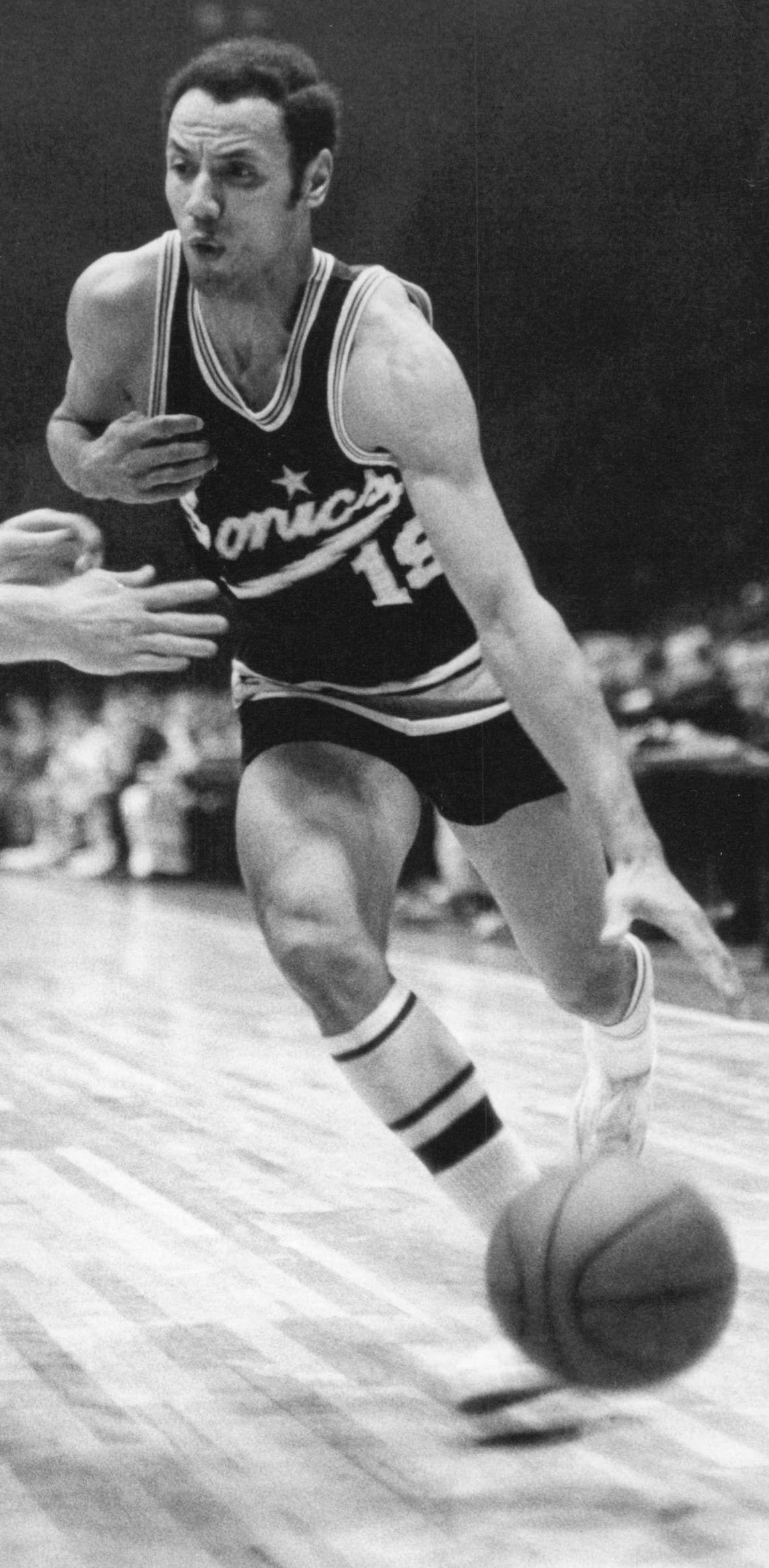
Wilkens als Spieler der Seattle SuperSonics, 1968

Im letzten Jahr seines Vertrages mit den Hawks sah Wilkens noch den Verkauf der Hawks an Tom Cousins, aber nicht mehr den Umzug nach Atlanta. Er selbst wurde 1968 zu den Seattle SuperSonics transferiert, die soeben ihre zweite Saison antreten wollten. In seinem zweiten Jahr wurde er Spielertrainer, der zweite afroamerikanische Spielertrainer überhaupt. Dieses Konstrukt ist heute nicht mehr erlaubt, da Coaches nicht unter die Salary Cap fallen und so die Gehaltskappung potentiell ausgehebelt werden könnte.
Wilkens fühlte sich, als er sich für eine der beiden Positionen entscheiden sollte, als Coach unterbezahlt, aber jung genug, um noch weiter als Spieler zu arbeiten. Da er für seine Mannschaftskameraden mehr als nur ein Führungsspieler war, musste er getauscht werden, um die Autorität des neuen Coaches nicht zu kompromittieren. Wilkens wurde gegen seinen Willen zu einem Expansionsteam getauscht, das keinerlei Chancen auf die Playoffs hatte, die Cleveland Cavaliers. Lediglich Wilkens Frau wurde von den Sonics über diesen Handel telefonisch informiert. Verärgert weigerte sich Wilkens zunächst, nach Cleveland zu gehen, doch sein Agent Larry Fleischer, damaliger Geschäftsführer der NBPA, handelte eine substantielle Gehaltserhöhung für ihn aus.
Nach zwei Jahren erhielt er Angebote der Seattle SuperSonics und der Portland Trail Blazers. Der Besitzer der Trail Blazers, Herman Saskowsky, wusste, dass Wilkins zurück in den Nordwesten wollte und bot ihm einen Vierjahresvertrag als Coach inklusive eines Jahres als Spielertrainer an. Nach einem Jahr ging Saskowsky nach Seattle und verkaufte das Franchise an Larry Weinberg. Obwohl Wilkens acht junge Spieler integrieren musste und die Aussichten auf den ersten Titel der Trail Blazers in naher Zukunft hoch waren, zweifelte Weinberg an den Fortschritten des Teams. Wilkens verließ Portland nach zwei Jahren, ging zurück nach Seattle und arbeitete als Fernsehexperte für CBS. Der NBA-Titel der Portland Trail Blazers im Jahr 1977 bestätigte Wilkens’ Vorhersagen und brachte ihm wenigstens eine Prämie ein.

## Karriere als Coach
Nach nur einem Jahr beim Fernsehen verpflichtete ihn Seattle-SuperSonics-Besitzer Sam Schulman als Personaldirektor. Wilkens TV-Analysen hatten ihm einen guten Überblick über die Talente der Liga verschafft und er konnte dem Head Coach einige vielversprechende Spieler sichern. Doch Coach Bob Hopkins, Bill Russells Cousin und im Vorjahr dessen Assistenzcoach bei den Sonics, war glücklos und Wilkens übernahm das Team nach einer Serie von 5–17 Siegen. Er riss das Ruder herum und stieß mit Seattle bis ins NBA-Finale vor.
1979 gelang schließlich der große Wurf und die SuperSonics gewannen ihre erste und einzige Meisterschaft. Es gab nie einen Ersatz für den durch seinen Wechsel vakanten Personaldirektorposten, und nach dem Verkauf der Sonics an Barry Ackerley, verkaufte das neue Management Spieler, um die Personalkosten zu senken. In seinem letzten Jahr, der Saison 1984/85 arbeitete Wilkens als General Manager, verspürte jedoch den starken Drang, bald wieder zu coachen. Als sich die Cleveland Cavaliers neu formierten, heuerte Wilkens bei der Mannschaft an, um die neuen Cavaliers in ihrer neuen Arena aufzubauen.
1989 wurde Wilkens als Spieler in die Naismith Memorial Basketball Hall of Fame aufgenommen und die FIBA genehmigte den Einsatz von Profispielern bei den Olympischen Spielen. Die öffentliche Meinung erzwang bald die Gründung einer Basketball-Supermacht, dem späteren Dream Team. Wilkens wurde unter Chuck Daly einer der drei Assistenztrainer, neben P. J. Carlesimo und Mike Krzyzewski. Das Dream Team gewann sechs Spiele bei einem amerikanischen Qualifikationsturnier und acht Spiele in Barcelona auf dem Weg zu olympischem Gold. Als Wilkens ein Jahr danach die Atlanta Hawks übernahm, hatte er damit alle Teams, für die er je gespielt hatte, auch trainiert. Am Ende dieser Saison wurde er zum Coach of the Year 1994 gekürt.
1996 sollte ein bedeutendes Jahr für Wilkens werden: Im Sommer führte er das Dream Team III als Head Coach bei den olympischen Spielen in Atlanta zur Goldmedaille, assistiert von Jerry Sloan und den College-Trainern Bobby Cremins und Clem Haskins. Im Herbst wurde die Wahl Wilkens’ unter die 50 Greatest Players in NBA History anlässlich des 50-jährigen Jubiläums der NBA bekannt gegeben. Wilkens war der einzige, der außerdem unter die 10 Greatest Coaches in NBA History gewählt wurde. Eine Wahl, die 1998 mit einer erneuten Aufnahme in die Naismith Memorial Basketball Hall of Fame, diesmal als Coach, bestätigt werden sollte. Von 2000 bis 2003 trainierte Wilkens die Toronto Raptors und von 2003 bis 2005 die New York Knicks, wobei er die letzte Spielzeit nach einem verhaltenen Beginn nicht beenden sollte und zurücktrat.

## Späte Karriere
In die 2006 gegründete College Basketball Hall of Fame (kurz für: National Collegiate Basketball Hall of Fame) wurde Wilkens mit der Gründungsklasse aufgenommen und darüber hinaus im November zum Vize-Vorsitzenden der Seattle SuperSonics ernannt. Im Juli 2007 erklärte er aber bereits seinen Rücktritt.
2010 wurde Wilkens die außerordentliche Ehre zuteil, als Mitglied des Dream Teams zum insgesamt dritten Mal in die Naismith Memorial Basketball Hall of Fame aufgenommen zu werden. 2011 wurde er Preisträger des Chuck Daly Lifetime Achievement Awards. Heute arbeitet er gelegentlich als Fernsehexperte für College-Basketball.

## NBA-Karrierewerte
Wilkens spielte über 15 Jahre 38.064 Minuten lang in 1.077 NBA-Spielen. Seine Quote aus dem Feld betrug 43,2 %, seine Freiwurfquote 77,4 %. Am 8. November 1969 in Philadelphia gelangen ihm 21 Freiwürfe bei 25 Versuchen. Die Quote gegen Baltimore am 14. Januar 1971 war noch beeindruckender: 20 verwandelte Freiwürfe bei 21 Versuchen. Mit 5.394 verwandelten Freiwürfen liegt Wilkens auf dem 28. Platz aller Freiwurfschützen der NBA (Stand: 2021).
Er erzielte 17.772 Punkte (16,5 pro Spiel) und errang 5.030 Rebounds (4,7 Rebounds pro Spiel).
Wilkens führte die Saisonstatistik der Saison 1969/70 in der Kategorie Assists mit 683 bei einer Quote von 9,1 Assists pro Spiel an. Er erreichte in seiner Karriere 7.211 Assists, das sind 6,7 Assists pro Spiel und die 16.-meisten Assists der NBA (Stand: 2021).

## Erfolge und Auszeichnungen
- Naismith Memorial Basketball Hall of Fame 1989 als Spieler[4]
- Naismith Memorial Basketball Hall of Fame 1998 als Coach[5]
- Naismith Memorial Basketball Hall of Fame 2010 als Mitglied des Dream Teams[6]
- College Basketball Hall of Fame 2006 mit der Gründungsklasse[7]
- Providence College Hall of Fame[8]
- All-American 1960, zweites Team
- National Invitation Tournament-MVP 1960[9]
- Trikotnummer 14 wird von den Providence College Friars nicht mehr vergeben
- Trikotnummer 19 wird von den Seattle SuperSonics und Oklahoma City Thunder nicht mehr vergeben
- NBA All-Star Game 9× als Spieler (1963–1965, 1967–1971, 1973)
- NBA All-Star Game-MVP 1971
- NBA All-Star Game 4× als Coach (1979, 1980, 1989, 1994)
- NBA-Meister 1979 als Head Coach der Seattle SuperSonics
- Coach of the Year 1994
- Olympische Goldmedaille 1992 als Assistenz-Coach mit dem Team USA
- Olympische Goldmedaille 1996 als Head Coach mit dem Team USA
- 50 Greatest Players in NBA History 1996
- 10 Greatest Coaches in NBA History 1996
- Chuck Daly Lifetime Achievement Award 2011

## Soziales Engagement
Wilkens lernte als Spieler in Seattle die Odessa Brown Children's Clinic kennen, die einkommensschwachen Familien medizinische Behandlung gewährt. An seine eigene Kindheit erinnert, begann Wilkens sich nach seiner Rückkehr als Coach nach Seattle für dieses Projekt zu engagieren. Neben vielen anderen ist die Einrichtung Nutznießer der Lenny Wilkens–Stiftung.